# Чіапас
Чіапас (ацт. Chiyapan, цоциль Chiapa, цельталь Chiapa) — штат на південному сході Мексики. На півночі граничить зі штатом Табаско, на півдні омивається Тихим океаном, на сході має кордон з Гватемалою, а на півночі граничить зі штатами Веракрус і Оахака. Територія штату Чіапас становить 75 634 км², на території знаходиться багато природних і культурних об'єктів. У Чіапасі знаходяться руїни колись важливих адміністративних центрів мая — Паленке, Бонампака і Яшчилана.
Штат Чіапас налічує близько чотирьох мільйонів жителів. Більше мільйона з них є чистокровними жителями індіанського походження, 250 000 з яких не говорять іспанською. Решта — метиси, тобто суміш європейських переселенців та місцевих жителів, загалом тубільне населення домінує над європейським. У східній частині штату в основному проживають мая.
Столиця Чіапаса — місто Тустла-Ґутьеррес, головний економічний центр — Тапачула. Головний туристичний центр штату — Сан-Кристобаль-де-лас-Касас.

## Історія

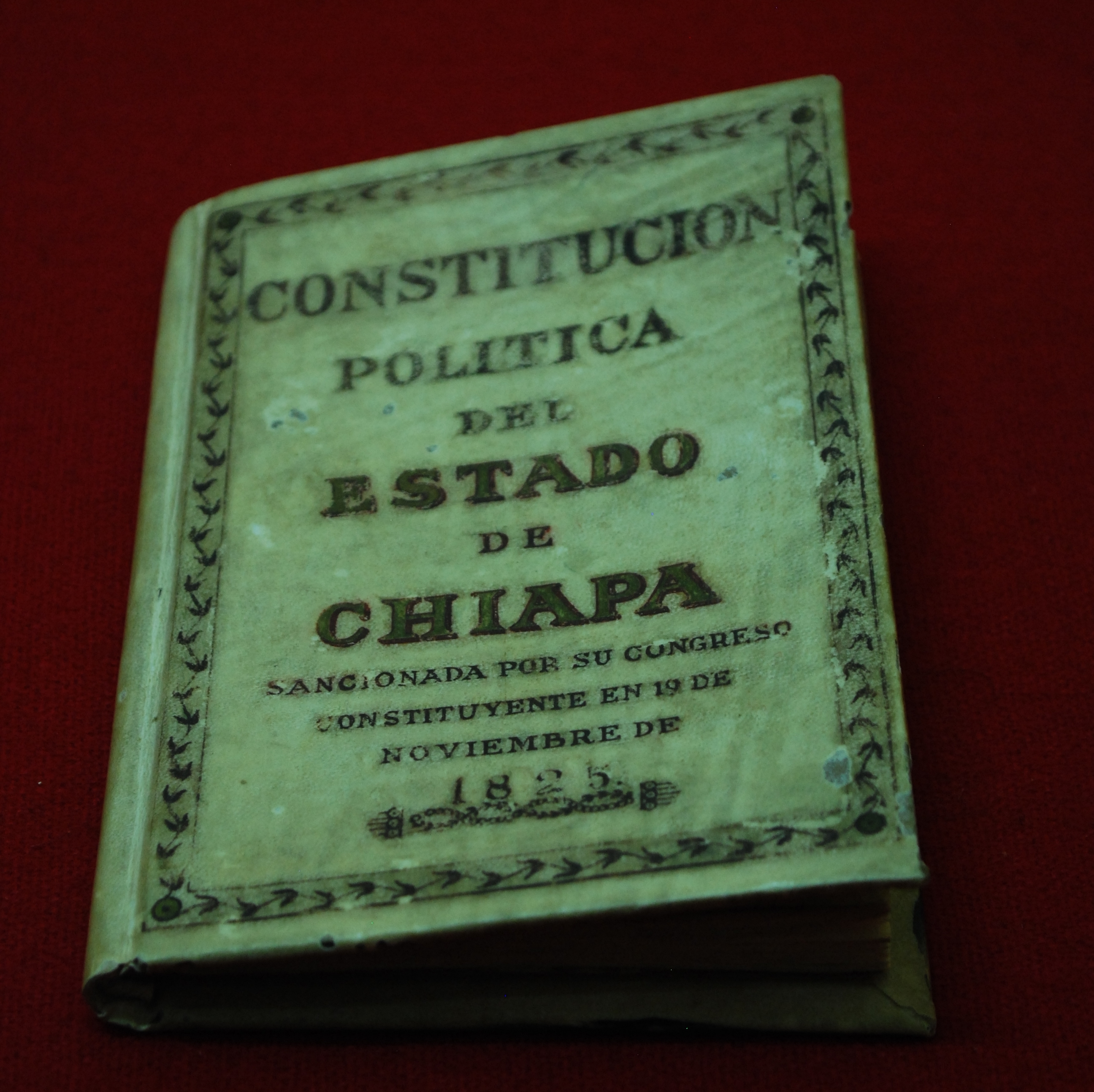
Перша конституція штату (1825)

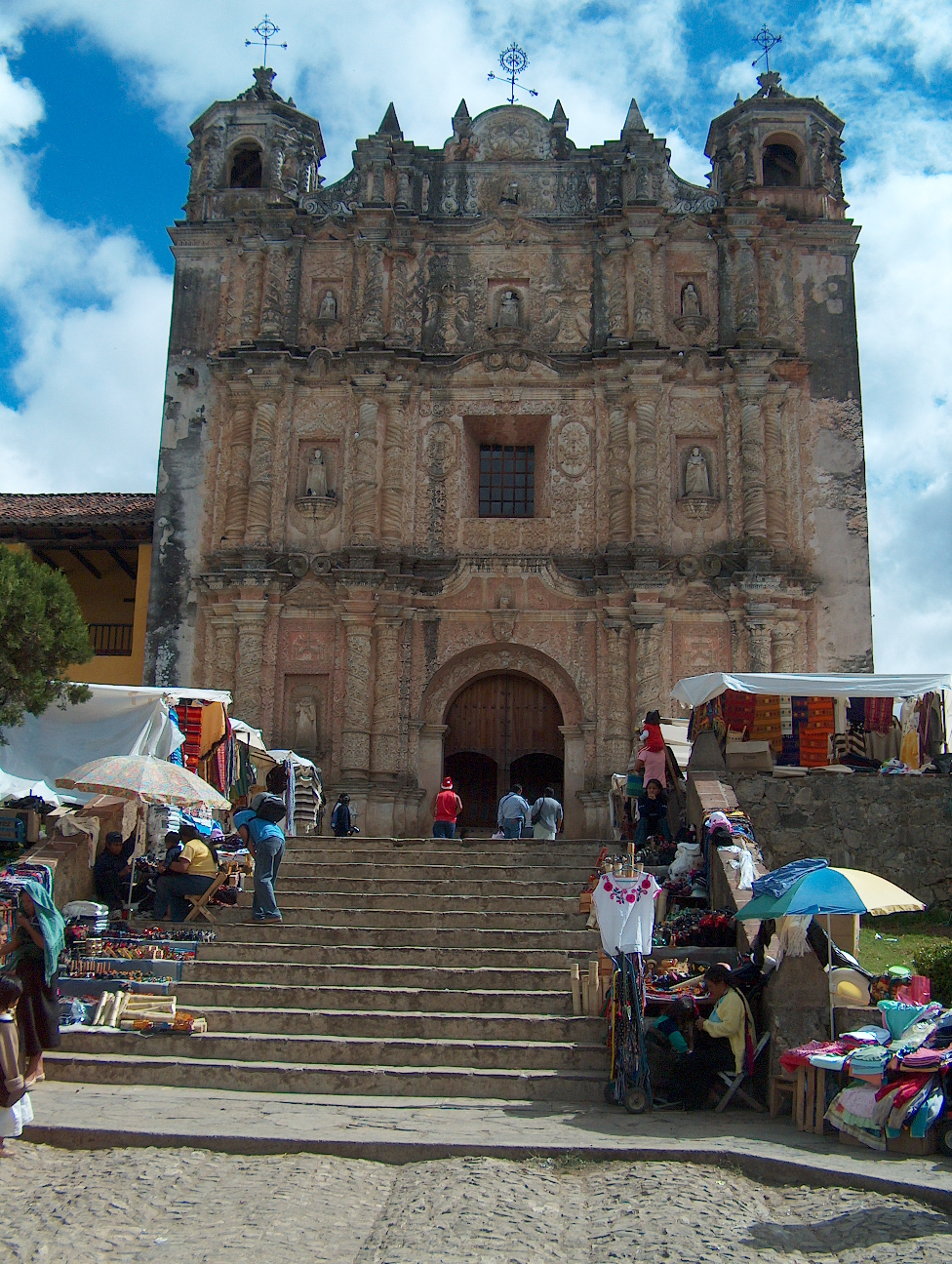
Церква Санто-Домінго в Сан-Кристобаль-де-лас-Касас

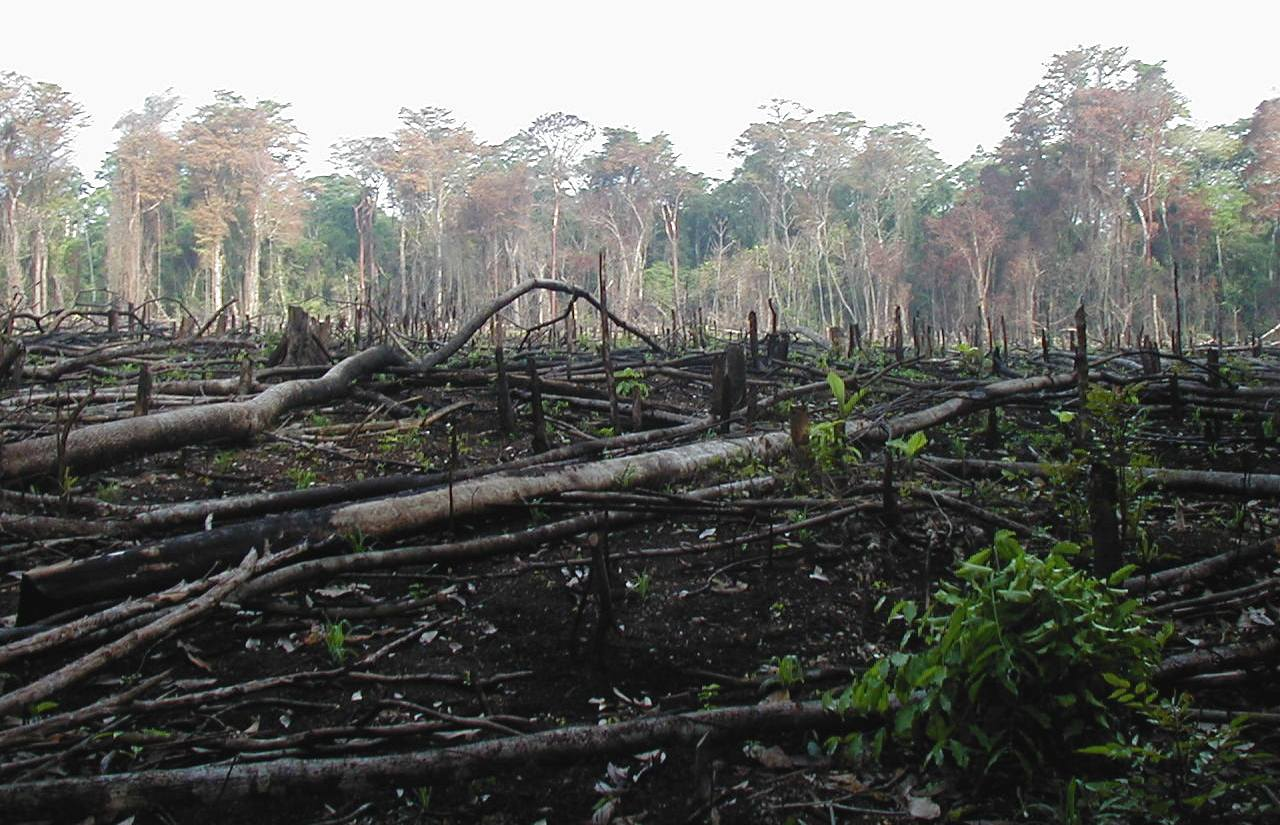
Випалені джунглі під земельні ділянки

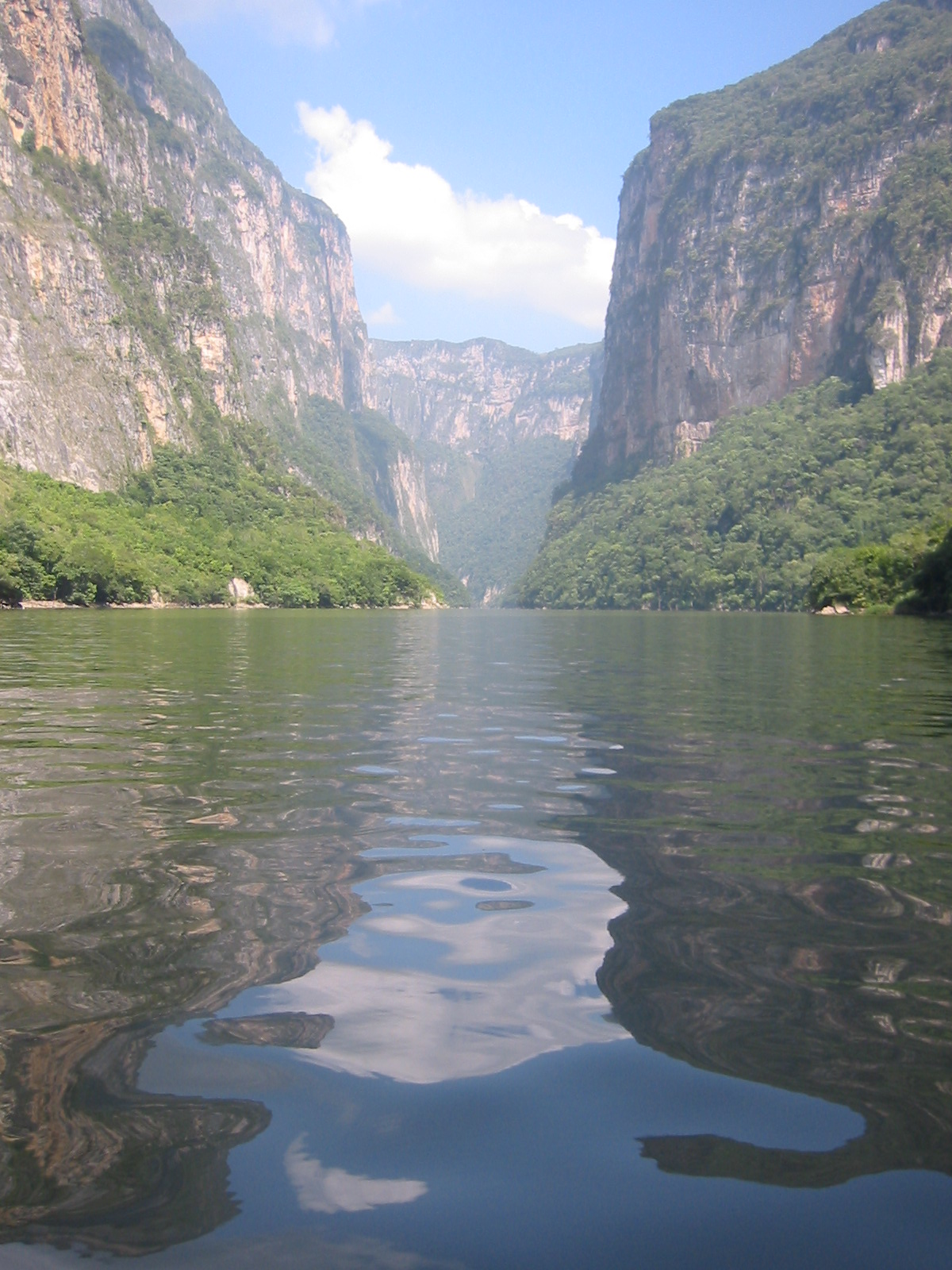
Каньйон-дель-Сумідеро

До часу проголошення незалежності Мексики, контроль над Чіапасом іспанці здійснювали із Гватемали. У 1822 році, за часів існування першої мексиканської імперії, імператор Агустін де Ітурбіде наголосив на тому, що Чіапас частина Мексики, а в 1823 році Чіапас отримав незалежність. Чіапас офіційно було визнано незалежним штатом у 1824 році, а перша конституція штату була ратифікована у 1825 році. У 1828 році столиця штату Сьюдад-Реаль отримала нову назву Сан-Кристобаль-де-лас-Касас. У липні 1824 р. округ Соконуско оголосив про вихід із штату до Центральноамериканської федерації. У вересні того ж року відбувся референдум щодо вирішення питання у складі якої федерації має перебувати Чіапас -- Центральноамериканської чи Мексиканської. На референдумі вирішилось питання на користь другої, але Соконуско зберігало нейтралітет до 1842 року, доки війська Антоніо Лопес де Санта-Анни не зайняли територію. Кордон поміж Чіапасом та Гватемалою було встановлено в 1882 році, але Гватемала не  визнавала анексію Соконуско до 1895 року. 
За часів керування державою Портфіріо Діасом, у штаті Чіапас лише після 1891 року почали відбуватися реформи, коли посаду губернатора зайняв Еміліо Рабаса. З 1892 року столиця штату перемістилася до Тустла-Гутьєррес. Рабаса модернізував державне управління транспортної сфери, займався освітніми та оздоровчими програмами -- створюючи державні школи та санітарії. За його часів почалося будівництво доріг від Сан-Кристобаля до Тукстли, пізніше до кордонів штату Оаксака. Також була змінена державна політика на користь іноземних інвестицій, де губернатор виступав за консолідацію земельних угідь для вирощування таких культур як геквен, каучук, гуайулта та кава. Зріст сільськогосподарської продукції, особливо кави, зумовило будівництво порту в Тоналі. У 1897 році почалася еміграція японців до Чіапаса, коли перші 35 робітників прибули щоб працювати на плантаціях кави. На сьогодні існує невелика японська громада в місті Акакоягуа.
На початку XX-го ст. та на початку мексиканської революції, вирощування та обробка кавових зерен приносила підприємцям та державі великі прибутки в той час коли працівникам в якості компенсації давали алкоголь та давали в борг різні товари, за які робітник потім відпрацьовував. Такий метод призвів до свого роду народних хвилювань у промислових районах штату, хоча вони ніколи не призвели до великих повстань, як у інших штатах Мексики. У 1911 р. виникла спроба повернути столицю до Сан-Кристобалю. але ця спроба закінчилася невдачею. У 1914 році були створені загони повстанців на чолі власників ферм, які називали себе Мапачі (ісп. Mapaches) і які боролися проти земельної реформи.
У 1916 році штат був розділений на муніципалітети, а в 1921 році була написана нова конституція. У 1920-1936 роках Мапачі боролися з соціалістами та комуністами, щоб зберегти контроль над своїми землями. У 1928 році землевласники об'єдналися з домінуючою партією президента Плутарко Еліасом Келлером. Завдяки цьому союзу вони запобігли земельній реформі. Останній опір Мапачі відбувся в другій половині 30-х років, коли губернатор Вікторіко Граялес почав розподіл земель, включаючи і церковні. Його політика принесла певний успіх штату, але водночас до кінця XX ст. Чіапас отримає відносну ізоляцію від державних новацій. 
У середині XX-го ст. у штаті різко почався зріст населення, яке перевищувало кількість людей на заселених площах, особливо на землях у районах високогір'я. Починаючи з 1930-х років, багато корінних народів, а також поселенці, перейшли із гірських районів у лакандонські джунглі. Ці мігранти почали вирубувати джунглі для посівів та пасовищ. Були деякі спроби переселення фермерів на необроблені землі, але вони натикалися на опір. У 1967 році президент Мексики Густаво Діаз Ордаз надав земельні ділянки фермерам на землях Карранзи, але та земля була зайнята тваринниками, які відмовилися звідти виїжджати. У 80-ті роки із Центральної Америки до Чіапаса почали прибувати біженці, в основному з Гватемали та Сальвадору. Ці події привели до дестабілізації в Чіапасі, в якому розміщувалися табори біженців. Нестача земельних угідь та бідність привели до протестів, а згодом  до збройних сутичок організованими Сапатиською армією національного визволення (ісп. Ejército Zapatista de Liberación Nacional (EZLN). У січні 1994 року сапатисти захопили міста Сан-Кристобаль, Маргарітас, Альтамірано, Окосінго й ін. та пограбувавши військову базу, звільняють ув'язнених. Деякі райони потрапляють під їхній контроль на правах автономії. Нові поселення та вирубка лісів почали загрожувати екологічною катастрофою не лише для штату, але й для межуючих з ним. Із приходом до влади у Мексиці президента Вісенте Фокса бойові дії припинилися, і сапатисти де-факто отримали майже повну автономію. Незважаючи на поліпшення останніх десятиліть, штат так і залишається одним з найбідніших в країні. Тут як і раніше один з найнижчих рівнів грамотності і одна з найменш розвинених інфраструктур. Крім того, Чіапас залишається у напівізольованому становищі від інших штатів Мексики.